# Hans Alexis von Biehler

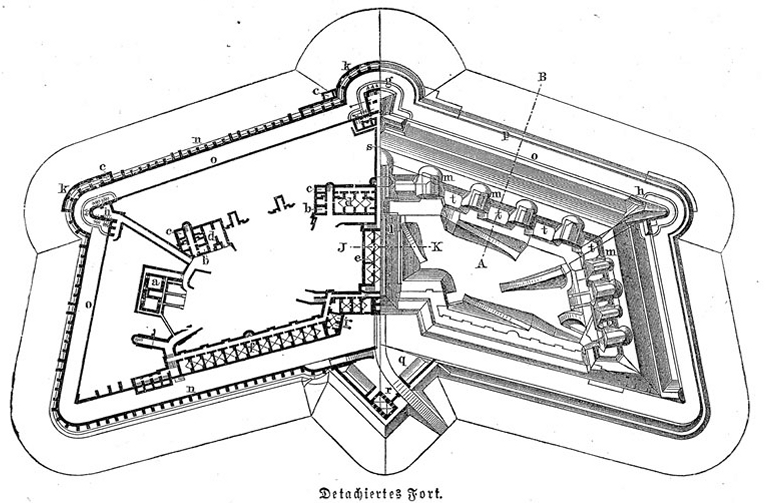
Bản thảo của một pháo đài Biehler.

Hans Alexis Biehler, sau năm 1871 là von Biehler (16 tháng 6 năm 1818 tại Berlin – 30 tháng 12 năm 1886 tại Charlottenburg) là một Thượng tướng bộ binh của Phổ, đã từng tham chiến trong cuộc Chiến tranh Áo-Phổ (1866) và cuộc Chiến tranh Pháp-Đức (1870 – 1871). Vào các thập niên 1870 – 1880, ông chỉ đạo việc xây dựng pháo đài ở một số thành phố quan trọng của Đế quốc Đức.

## Tiểu sử
Hans Alexis sinh vào tháng 6 năm 1818, là con trai của y sĩ và Tư vấn y dược (Sanitätsrates) người Berlin Johann Friedrich Theodor Biehler (1785 – 1850) với người vợ của ông này là Luise Charlotte, nhũ danh Woderb (mất năm 1867).
Thời trẻ, Biehler học trường Realgymnasium (Trung học Chính quy dạy tiếng Latinh thay vì tiếng Hy Lạp) Kölln ở Berlin, sau đó ông nhập ngũ quân đội Phổ vào ngày 1 tháng 10 năm 1836 với tư cách là công binh trong Cục Công binh Cận vệ. Sau khi được đào tạo quân sự tại Trường Công binh và Pháo binh Tổng hợp (Artillerie- und Ingenieurschule), ông gia nhập Cục Công binh 2 vào năm 1839 và được bổ nhiệm làm sĩ quan phụ tá cục này vào ngày 21 tháng 3 năm 1842. 10 năm sau đó, vào ngày 1 tháng 4 năm 1852, Biehler được cử sang học tiếng Pháp hai năm ở Paris và trong thời gian đó, ông được thăng cấp hàm Đại úy vào ngày 22 tháng 6 năm 1852.
Khi cuộc Chiến tranh Bảy tuần bùng nổ vào năm 1866, Biehler là sĩ quan công binh thứ nhất trong Bộ Tổng chỉ huy của Quân đoàn Vệ binh. Trên cương vị này, ông được lên quân hàm Đại tá vào ngày 8 tháng 6 năm 1866 và trong diễn tiến của cuộc chiến, ông đã tham gia các trận đánh tại Burkersdorf, Königinhof và sau đó là trận Königgrätz vào ngày 3 tháng 7.
4 năm sau, trong cuộc tổng động viên vào năm 1870 khi chiến tranh bùng nổ giữa Phổ và đồng minh Đức với Pháp, ông được lãnh nhiệm chức Tư lệnh Công binh và Kỹ thuật của Bộ Chỉ huy Tối cao Tập đoàn quân số 1. Với cấp bậc Thiếu tướng, ông đã tham chến trong các trận đánh tàn khốc ở Colombey, Gravelotte-St. Privat, Amiens, sông Hallue, Saint-Quentin, cùng với các cuộc vây hãm Metz và Verdun.
Vì những công trạng của mình trong chiến tranh, Biehler không những được trao tặng Huân chương Thập tự Sắt hạng I mà còn được gia phong quý tộc vào ngày 16 tháng 6 năm 1871.
Tiếp theo đó, kể từ năm 1877 cho đến năm 1884, ông là Chỉ huy trưởng Quân đoàn kỹ thuật và Công binh, đồng thời là Tướng thanh tra các thành lũy của Phổ. Sau khi được phong cấp bậc Thượng tướng bộ binh vào tháng 3 năm 1884, do vấn đề sức khỏe ông được xuất ngũ (zur Disposition, rời ngũ nhưng được triệu hồi về quân đội khi có binh lửa) với một khoản tiền lương, đồng thời được phong danh hiệu à la suite của Quân đoàn kỹ thuật vào ngày 3 tháng 11 năm 1884. Hai năm sau, ông tổ chức lễ kỷ niệm 50 năm phục vụ quân ngũ của mình vào ngày 1 tháng 10 năm 1886.
Vào ngày 30 tháng 12 năm 1886, ông từ trần và được mai táng tại nghĩa trang Garnisonsfriedhof in der Hasenheide ở Berlin.

### Gia đình
Vào ngày 9 tháng 11 năm 1863, tại Berlin, ông thành hôn với bà Maria Albertine Adelheid Emilie Wilhelmine (1837 – 1922), con gái của Trung tướng Franz von Kleist. Cuộc hôn nhân này đã mang lại cho ông 3 người con sau đây:
- Hans (sinh năm 1867)
- Alexis (sinh năm 1870)
- Maria (sinh năm 1873)

## Tặng thưởng
- Huân chương Thập tự Sắt (1870) hạng II vì thành tích trong trận Gravelotte
- Huân chương Thập tự Sắt (1870) hạng I vào ngày 2 tháng 12 năm 1870
- Huân chương Vương miện Sắt hạng I vào ngày 18 tháng 12 năm 1877
- Đại Thập tự của Huân chương Chiến công Bayern vào ngày 27 tháng 11 năm 1877
- Huân chương Đại bàng Đỏ hạng I đính kèm Bó sồi vào ngày 26 tháng 1 năm 1879Adlerorden]] I. Klasse mit Eichenlaub am 26. Januar 1879
- Đại Thập tự của Huân chương Vương miện Württemberg vào ngày 19 tháng 6 năm 1879
- Đại quan của Huân chương Hiệp sĩ Avis vào ngày 25 tháng 11 năm 1880
- Đại Thập tự của Huân chương Albrecht vào ngày 25 tháng 11 năm 1880
- Một pháo đài ở Mainz được đặt tên là Biehler vào ngày 30 tháng 4 năm 1885